# Куршумли хан
 Тази статия е за хана в Скопие.  За този в Прилеп вижте Куршумли хан (Прилеп).  
Куршумли хан (на македонска литературна норма: Куршумли ан) е бивш хан, гостилница, а по-късно затвор от османско време в Скопие, днес в Северна Македония. Намира се на левия бряг на река Вардар, на някогашната железарска чаршия в Скопие, в двора на „Музея на Македония“. Куршумли хан е една от малкото средновековни сгради, които са оцелели в Скопие.

## История
Първоначално се смята, че сградата е византийска, но по-късно се смята за турска направа и се приписва на ктитора Муслихудин Абдул Гани ел Мадини, ктитор и на Дюкянджик джамия в 1549 година.
От своето построяване Куршумли хан сменя своето предназначение. Първоначално е гостилница до 1878 година, когато е превърнат във вилаетски затвор. В него лежат много български революционери, особено след Винишката афера.
От 1904 година до 1914 година отново изпълнява функциите на хан.

## Архитектура
Куршумли хан има площ от 2800 m2 и е голямо четвъртито каменно здание с 60 помешения на два етажа, в което се влиза през железни, големи врати. Има декоративно изградени зидове и малки куполи във формата на пирамиди с издадени страни, които в миналото са покрити с олово (от там името Куршумли, тъй като куршум означава олово на турски). Главният вход се намира на южната страна. Над входната врата има изграден трем с куполест покрив. Приземните помещения служат за магазини със стока, а помещенията на горните етажи – за стаи за отдих. На втория етаж на хана са изградени просторни помещения за добитък. Дворът на сградата е постлан с калдъръм, а в средата му има шадраван.
- Фасадата на Куршумли хан
- Куршумли хан след Скопското земетресение, 1963 г.